# Thoraxkirurgi
Thoraxkirurgi er et kirurgisk speciale, der beskæftiger sig med behandlingen af sygdomme og læsioner i brystkassen og organerne i brysthulen, heriblandt bypassoperationer, åreforkalkning i hjertets kranspulsårer samt lungekræft. Specialet inddeles i subspecialerne hjertekirurgi og klassisk thoraxkirurgi. Kirurgien varetages af speciallæger i thoraxkirurgi (thoraxkirurger), der efter endt medicinstudium på et af de fire universiteter i Danmark og efterfølgende klinisk basisuddannelse (KBU), yderligere har gennemgået 6,5 års specialistuddannelse.
I Danmark findes der thoraxkirurgiske afdelinger på Rigshospitalet, Aarhus Universitetshospital, Odense Universitetshospital og Aalborg Universitetshospital.